# Jarryd Loyd
Jarryd Loyd (ur. 16 maja 1986) – amerykański koszykarz.

## Życiorys
Latem 2009 roku podpisał kontrakt z Basketem Kwidzyn. Gdy klub nie otrzymał licencji na grę w PLK, Amerykanin przeniósł się do Stali Stalowa Wola. 11 lutego 2010 roku rozwiązał umowę z klubem z Podkarpacia i przeniósł się do Turowa Zgorzelec. W Stalowej Woli rozegrał łącznie 20 ligowych spotkań (średnio 15,3 punktu, 4,0 zbiórki oraz 5,8 asysty w ciągu 32,2 minuty).

## Przebieg kariery
- 2004-2008 Valparaiso (NCAA)
- 2008-2008 Valmiera
- 2009-2009 Nelson Giants
- 2009-2009 Bank BPS Basket Kwidzyn
- 2009-2010 Stal Stalowa Wola
- 2010-2010 PGE Turów Zgorzelec
- 2010-obecnie CSU Sibiu

## Sukcesy
- Finał Pucharu Polski (2010)